# نورية بن غبريط رمعون
نورية بن غبريط رمعون باحثة ومؤلفة جزائرية، هي أستاذة في علم الاجتماع، تم تعيينها في 5 مايو 2014 وزيرة للتربية الوطنية في حكومة سلال الثالثة، شغلت منصب مديرة المركز الوطني للبحث في الأنثروبولوجيا الاجتماعية والثقافية لوهران. كما كانت ضمن لجنة بن زاغو التي تكفلت بإصلاح منظومة التربية في الجزائر.

## مسيرتها
تنحدر من أصول أندلسية، من أسرة استقرت بتلمسان، برز منها قدور بن غبريط، ترجمان سلطان المغرب مولاي عبد الحفيظ. ولدت نورية بن غبريط بمدينة وجدة في 5 مارس 1952م.
كما يعود اسم رمعون، لعوائل أندلسية انتشرت على عدد من المدن الجزائرية، ويرجح أن اسم رمعون هو تعريب للاسم الإسباني ”رامون” Ramon، والذي فرضته السلطات الإسبانية على المسلمين الموريسكيين أثناء اضطهادها لهم.
تحصلت على شهادة الدكتوراه في علم الاجتماع من جامعة باريس 5 - ديكارت عام 1982. ودرّست بعض سنوات في جامعة وهران قبل أن تكرس نفسها للبحث في مجالات دراسات التنمية والتعليم والشباب والمرأة والأسرة. شغلت العديد من المهام والأنشطة العلمية والإدارية. ومن الجدير ذكر ترؤسها لجنة اليونسكو العربية للتعليم العالي، وشاركت كعضو في:
- لجنة السياسات الإنمائية للمجلس الاقتصادي والاجتماعي للأمم المتحدة،
- لجنة المنتدى العالمي لليونسكو للتعليم العالي والبحوث والمعرفة،
- منتخب لمنطقة المغرب العربي ومصر في اللجنة التنفيذية لمجلس تنمية البحوث الاجتماعية في أفريقيا،
- المجلس التوجيهي للمتحف الوطني أحمد زبانة.[7]

ترأست مجلس إدارة الوكالة الوطنية لتثمين نتائج البحث وتطوير التكنولوجيا، مديرة نشر مجلة «إنسانيات»، رئيسة اللجنة المشتركة بين القطاعات «علوم إنسانية وتاريخ» لوزارة التعليم العالي والبحث العلمي. وعينها الرئيس الجزائري عبد العزيز بوتفليقة وزيرة للتربية الوطنية ضمن التعديل الحكومي في 5 مايو 2014.

## بعض مؤلفاتها
- الشباب والتجربة الاجتماعية في حال أزمة: عودة على أبحاث أجريت في جزائر سنوات 1990. مجلة إنسانيات عدد 55-56 في شباب، حياة يومية ومساعي الهوية، 2013.
- النظام LMD (ليسانس ماستر الدكتوراه) في الجزائر: من وهم الضرورة إلى خيار الفرصة. جريدة التعليم العالي في إفريقيا، عدد 7، 2009.
- الجزائر بعد 50 عاما. حالة المعرفة في العلوم الاجتماعية 1954-2004، كراسك، وهران، 2008.
- المدرسة الجزائرية: تحولات وآثار اجتماعية، دار القصبة للنشر والتوزيع، 1998.
- مستقبل العلوم الاجتماعية في الوطن العربي، تحرير وتقديم: ساري حنفي، نورية بن غبريط رمعون ومجاهدي مصطفى، مركز دراسات الوحدة العربية والمركز الوطني للبحث في الأنثروبولوجيا الاجتماعية والثقافية والجمعية العربية لعلم الاجتماع، 2015، 493 صفحة.